# Carlos Alves Júnior
Carlos Alves Júnior (Lisboa, 10 de outubro de 1903 — Lisboa, 12 de novembro de 1970) foi um futebolista português que jogava habitualmente como defesa central.[carece de fontes?] Representou seu país, Portugal, nos Jogos Olímpicos de Verão de 1928 em Amesterdão. Alves também era conhecido como "Luvas Pretas", título que seu neto João Alves carrega atualmente.